# Doginnemolen
De Doginnemolen is een windmolenrestant in de Oost-Vlaamse plaats Zele, gelegen aan Langevelde 103 in het gehucht Mespelaar.
Deze ronde stenen molen van het type beltmolen fungeerde als Korenmolen.

## Geschiedenis
In de 16e eeuw stond hier een houten standerdmolen die omstreeks 1580 werd verwoest tijdens de godsdiensttwisten. Hierdoor raakte de streek ontvolkt en pas na 1600 werd de molen herbouwd. In 1825 werd de molen opnieuw herbouwd, nu als stenen molen. In de 19e eeuw was deze vergezeld van een buitenrosmolen, zodat ook bij windstilte kon worden gemalen.
In 1920 werd het wiekenkruis verwijderd. Een deel van de romp werd gesloopt en de ene bouwlaag die overbleef werd als berging gebruikt, overdekt met golfplaat. In de 2e helft van de 20e eeuw werd de romp nog gebruikt als atelier door de kunstschilder André Bogaert. In 2018 werd de romp gerenoveerd en er werd een tweede verdieping bovenop gemetseld.
- Inventaris van het Bouwkundig Erfgoed (Vlaanderen): 84106